# 恐怖醫學 (2010年)
恐怖醫學（日语：たけしの健康エンターテインメント!みんなの家庭の医学）是由日本朝日放送製作的綜藝節目。

## 內容
在2009年12月15日之前，本節目是以《最終警告！恐怖家庭醫學》的名稱播出，節目的概念是發現疾病。改名後的節目以「與其『看』電視，不如說是『做』電視」為口號。並以「健康養生」為中心，以「從疾病的警告到健康的身體建設」為主題重新製作和播出。
節目取消了先前帶有恐怖感的演出，不再以檢視「疾病原因」的事例VTR為中心，而是積極介紹健康方法，也取消了從來賓患者的生活習慣中挑選出易患病者的「紅色區域」環節。然而，收視率並不理想，因此改名後幾次播出後，重新引入了事例VTR，紅色區域也以「紅色病歷」的新名稱重新誕生。雖然日常播出的收視率多為個位數，但特別節目時常能獲得高收視率。
平日裡不以為意的小毛病，可能帶來的嚴重後果，沒有留意到的小細節也可能種下病因，一些大家很少留意的症狀，可能是某種嚴重疾病的先兆。由該疾病領域的醫師，進行解說及分析，並介紹簡單的自我檢測，對症下藥，分享最適合的治療方法，專業醫師親自解說、提供建議，預防疾病就從改善日常生活與飲食的習慣開始做起，打造健康的人生。

## 放送時間・播映局
| 放送地域       | 放送局                 | 系列           | 放送日時             | 備考       |
| -------------- | ---------------------- | -------------- | -------------------- | ---------- |
| 近畿廣域圏     | 朝日放送（ABC）        | 朝日電視台系列 | 星期二 20:00 - 20:54 | 【製作局】 |
| 北海道         | 北海道電視台（HTB）    | 朝日電視台系列 | 星期二 20:00 - 20:54 | 同時播出   |
| 青森縣         | 青森朝日放送（ABA）    | 朝日電視台系列 | 星期二 20:00 - 20:54 | 同時播出   |
| 岩手縣         | 岩手朝日電視台（IAT）  | 朝日電視台系列 | 星期二 20:00 - 20:54 | 同時播出   |
| 宮城縣         | 東日本放送（KHB）      | 朝日電視台系列 | 星期二 20:00 - 20:54 | 同時播出   |
| 秋田縣         | 秋田朝日放送（AAB）    | 朝日電視台系列 | 星期二 20:00 - 20:54 | 同時播出   |
| 山形縣         | 山形電視台（YTS）      | 朝日電視台系列 | 星期二 20:00 - 20:54 | 同時播出   |
| 福島縣         | 福島放送（KFB）        | 朝日電視台系列 | 星期二 20:00 - 20:54 | 同時播出   |
| 関東廣域圏     | 朝日電視台（EX）       | 朝日電視台系列 | 星期二 20:00 - 20:54 | 同時播出   |
| 長野縣         | 長野朝日放送（abn）    | 朝日電視台系列 | 星期二 20:00 - 20:54 | 同時播出   |
| 新潟縣         | 新潟電視台21（UX）     | 朝日電視台系列 | 星期二 20:00 - 20:54 | 同時播出   |
| 静岡縣         | 静岡朝日電視台（SATV） | 朝日電視台系列 | 星期二 20:00 - 20:54 | 同時播出   |
| 石川縣         | 北陸朝日放送（HAB）    | 朝日電視台系列 | 星期二 20:00 - 20:54 | 同時播出   |
| 中京廣域圏     | 名古屋電視台 （NBN）   | 朝日電視台系列 | 星期二 20:00 - 20:54 | 同時播出   |
| 廣島縣         | 廣島HOME電視台（HOME） | 朝日電視台系列 | 星期二 20:00 - 20:54 | 同時播出   |
| 山口縣         | 山口朝日放送（yab）    | 朝日電視台系列 | 星期二 20:00 - 20:54 | 同時播出   |
| 香川縣・岡山縣 | 瀨戶內海放送（KSB）    | 朝日電視台系列 | 星期二 20:00 - 20:54 | 同時播出   |
| 愛媛縣         | 愛媛朝日電視台（eat）  | 朝日電視台系列 | 星期二 20:00 - 20:54 | 同時播出   |
| 福岡縣         | 九州朝日放送（KBC）    | 朝日電視台系列 | 星期二 20:00 - 20:54 | 同時播出   |
| 長崎縣         | 長崎文化放送（NCC）    | 朝日電視台系列 | 星期二 20:00 - 20:54 | 同時播出   |
| 熊本縣         | 熊本朝日放送（KAB）    | 朝日電視台系列 | 星期二 20:00 - 20:54 | 同時播出   |
| 大分縣         | 大分朝日放送（OAB）    | 朝日電視台系列 | 星期二 20:00 - 20:54 | 同時播出   |
| 鹿兒島縣       | 鹿兒島放送（KKB）      | 朝日電視台系列 | 星期二 20:00 - 20:54 | 同時播出   |
| 沖繩縣         | 琉球朝日放送（QAB）    | 朝日電視台系列 | 星期二 20:00 - 20:54 | 同時播出   |
| 富山縣         | 鬱金香電視台（TUT）    | TBS系列        | 星期三 9:55 - 10:50  | 延後播出   |
| 全國           | BS朝日                 | BS數位放送     | 星期日 17:00 - 18:00 | 延後播出   |

### 過去の播映局
- 北日本放送（KNB、日本電視台系列） - 2012年3月取消播出。2014年9月末將播映權移轉到鬱金香電視台。
- 日本海電視台（NKT、日本電視台系列） - 2013年1月取消播出。

### 備考
- 字幕放送に関しては、原則として系列外局も（レギュラー放送・単発放送とも）含めて全局で実施していた。
- 前番組と同じく、制作局をはじめとする同時ネット局の一部で枠拡大のスペシャル放送時の『このあと』枠を非ネットとすることがあった。例として初回の3時間スペシャルは制作局の朝日放送では大阪ガス一社提供のローカル番組『ココイロ』、琉球朝日放送（QAB）も沖縄県国民健康保険団体連合会の広報番組『がんじゅうタイム』を放送したため、この2局では『このあと』枠を非ネットとし、残り22の系列局に『このあと』枠を裏送りしていた。
- 制作局の朝日放送は毎週水曜日と日曜日に『スーパーベースボール「虎バン主義。」』としてプロ野球阪神タイガースのホームゲームを地上波独占中継できる権利を持っているが、この例外として火曜日に関西ローカルで放送する場合は、制作局では当週土曜午後に臨時枠移動の扱いとし、系列局では本来の放送時間帯に裏送り送出による先行ネットを実施していた（野球中継が中止の場合には、制作局でも系列局と同時刻に繰り上げ放送とし、裏送りは行われなかった）。実例として、改編期の編成、及び雨天中止になった試合の予備日程開催の都合上、2010年（平成22年）10月2日（土曜日）13:55 - 16:45の3時間スペシャルを系列局では同年9月28日19:00 - 21:48に先行ネットとした（制作局では当該時間帯に自社制作で関西ローカルとなる、阪神×巨人戦を放送した）[2]。
- 宮崎放送（MRT、TBS系列）では2012年9月17日（敬老の日）に単発番組として16:00 - 16:52に放送された（朝日放送で同年5月29日放送分を約4か月遅れで放送。字幕放送も実施。当時通常同時ネット放送していたテレビ東京の『レディス4』が競輪中継で番組自体が休止となったため、穴埋め・単発番組として放送）。

## 收視

### 香港
| 集數 | 播映日期      | 電視直播收視 | 備註   |
| 220  | 2022年2月27日 | 4.3點        | [ 3 ]  |
| 221  | 2022年3月6日  | 5.9點        | [ 4 ]  |
| 222  | 2022年3月13日 | 5.3點        | [ 5 ]  |
| 223  | 2022年3月20日 | 5.2點        | [ 6 ]  |
| 224  | 2022年3月27日 | 4.4點        | [ 7 ]  |
| 225  | 2022年4月3日  | 5.4點        | [ 8 ]  |
| 226  | 2022年4月10日 | 4.4點        | [ 9 ]  |
| 227  | 2022年4月17日 | 4.2點        | [ 10 ] |
| 228  | 2022年5月1日  | 3.5點        | [ 11 ] |
| 229  | 2022年5月8日  | 3.1點        | [ 12 ] |
| 230  | 2022年5月15日 | 3.6點        | [ 13 ] |
| 231  | 2022年5月22日 | 3.6點        | [ 14 ] |
| 232  | 2022年5月29日 | 3.4點        | [ 15 ] |
| 233  | 2022年6月5日  | 3.8點        | [ 16 ] |
| 234  | 2022年6月12日 | 2.7點        | [ 17 ] |
| 235  | 2022年6月19日 | 3.4點        | [ 18 ] |
| 236  | 2022年6月26日 | 2.9點        | [ 19 ] |
| 237  | 2022年7月3日  | 2.7點        | [ 20 ] |
| 238  | 2022年7月10日 | 3.5點        | [ 21 ] |

## 外部連結
- （日語）恐怖醫學 （页面存档备份，存于）

## 電視節目的變遷
| 日本 朝日電視台 星期二 20:00-20:54                                 | 日本 朝日電視台 星期二 20:00-20:54                                                                               | 日本 朝日電視台 星期二 20:00-20:54    |
| ------------------------------------------------------------------ | --- | ------------------------------------- |
|                                                                    | たけしの健康エンターテインメント!みんなの家庭の医学                                                              |                                       |
| 最終警告!たけしの本当は怖い家庭の医学                              | 名医とつながる!たけしの家庭の医学                                                                                |                                       |
| 日本 朝日電視台 星期二 19:54-20:00                                 | |                                       |
| 「スティッチ!」と「怪談レストラン」 （この番組までテレビ朝日制作） | このあと みんなの家庭の医学 （2010年4月－2011年3月） （この番組のみ朝日放送制作） （朝日放送からの裏送りネット） | トリハダ（秘）スクープ映像100科ジテン |

| 臺灣 國興衛視 | 臺灣 國興衛視 | 臺灣 國興衛視 |
| ------------- | ------------- | ------------- |
|               |               |               |
|               | —             |               |

| 香港 Now 101台 | 香港 Now 101台 | 香港 Now 101台 |
| -------------- | -------------- | -------------- |
|                | 新             |                |
|                | —              |                |

| 香港 ViuTV 星期六 21:30-22:30               | 香港 ViuTV 星期六 21:30-22:30                                 | 香港 ViuTV 星期六 21:30-22:30 |
| ------------------------------------------- | ------------------------------------------------------------- | ----------------------------- |
|                                             | 恐怖醫學（第一輯） （第1－24集） （2016年4月9日－10月1日）            |                               |
| —                                           | ShowTime 我主場                                               |                               |
| 香港 ViuTV 星期日 20:30／20:35-21:25／21:30 |                                                               |                               |
| 挑機魔法師                                  | 恐怖醫學（第二輯） （第27－219集） （2017年4月9日－2021年3月28日）    | 健康要 Fact Check             |
| 香港 ViuTV 星期日 20:30-21:30               |                                                               |                               |
| 健康要Fact Check                            | 恐怖醫學（第三輯） （第220－253集） （2022年2月27日－2022年11月6日）  | ERROR自爆96小時               |
| ERROR自爆96小時                             | 恐怖醫學（第四輯） （第254－276集） （2022年12月11日－2023年6月11日） | 我想身體健康                  |

1. ↑  第182集起為新一輯2017年版恐怖醫學